# Anacis rubripes
Anacis rubripes är en stekelart som först beskrevs av Maximilian Spinola 1851.  Anacis rubripes ingår i släktet Anacis och familjen brokparasitsteklar. Inga underarter finns listade i Catalogue of Life.